# Barbus reinii
Barbus reinii är en fiskart som beskrevs av Günther, 1874. Barbus reinii ingår i släktet Barbus och familjen karpfiskar. IUCN kategoriserar arten globalt som sårbar. Inga underarter finns listade.